# قمحانه
قمحانه (به عربی: قمحانة) یک منطقهٔ مسکونی در سوریه است که در حماه واقع شده‌است. قمحانه ۱۳٬۲۲۸ نفر جمعیت دارد.